# Dziedziczna nienawiść
Dziedziczna nienawiść (port. O Rei do Gado) – brazylijska telenowela z 1996 roku.

## Emisja
W Polsce telenowela była emitowana na kanale Polsat i Polsat 2. Lektorem był Mariusz Siudziński.

## Obsada

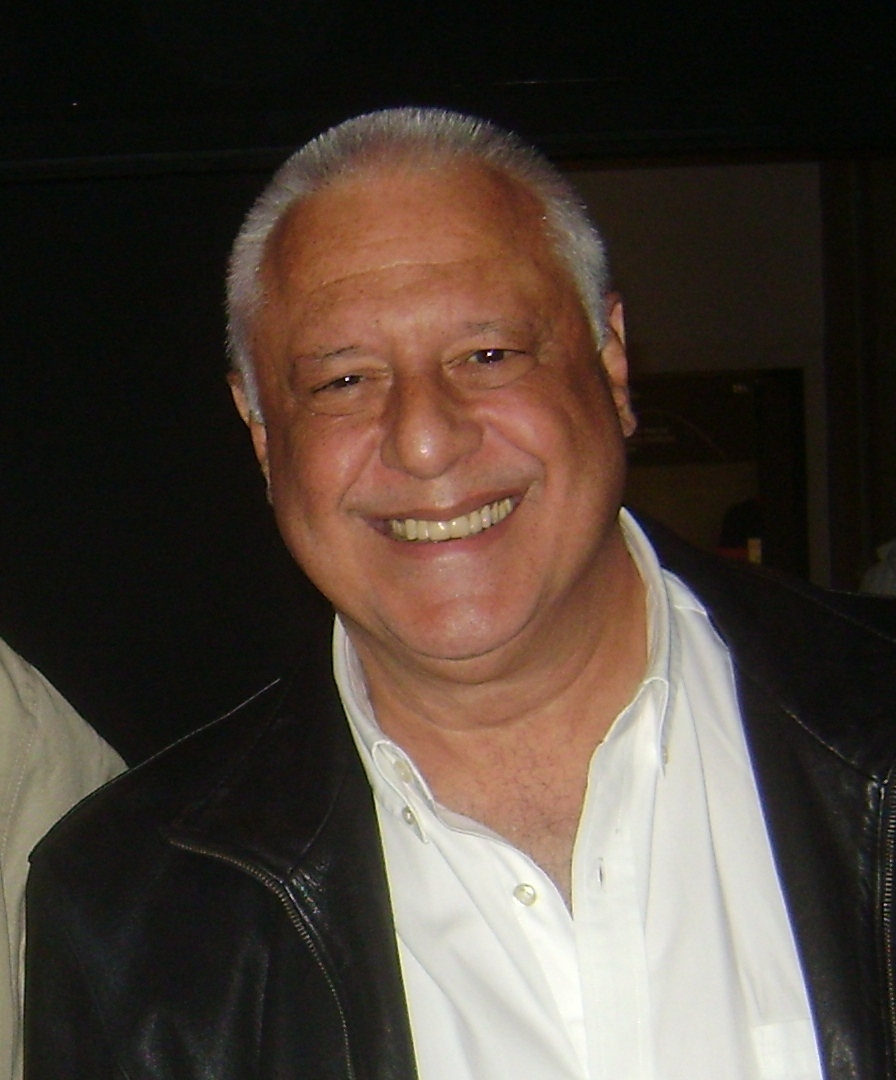
Antônio Fagundes jako Antonio Mezenga (1ª Fase) i  Bruno Mezenga (2ª Fase)
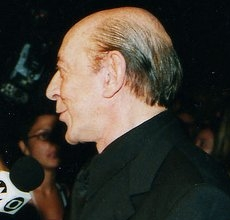
Raul Cortez jako Geremias
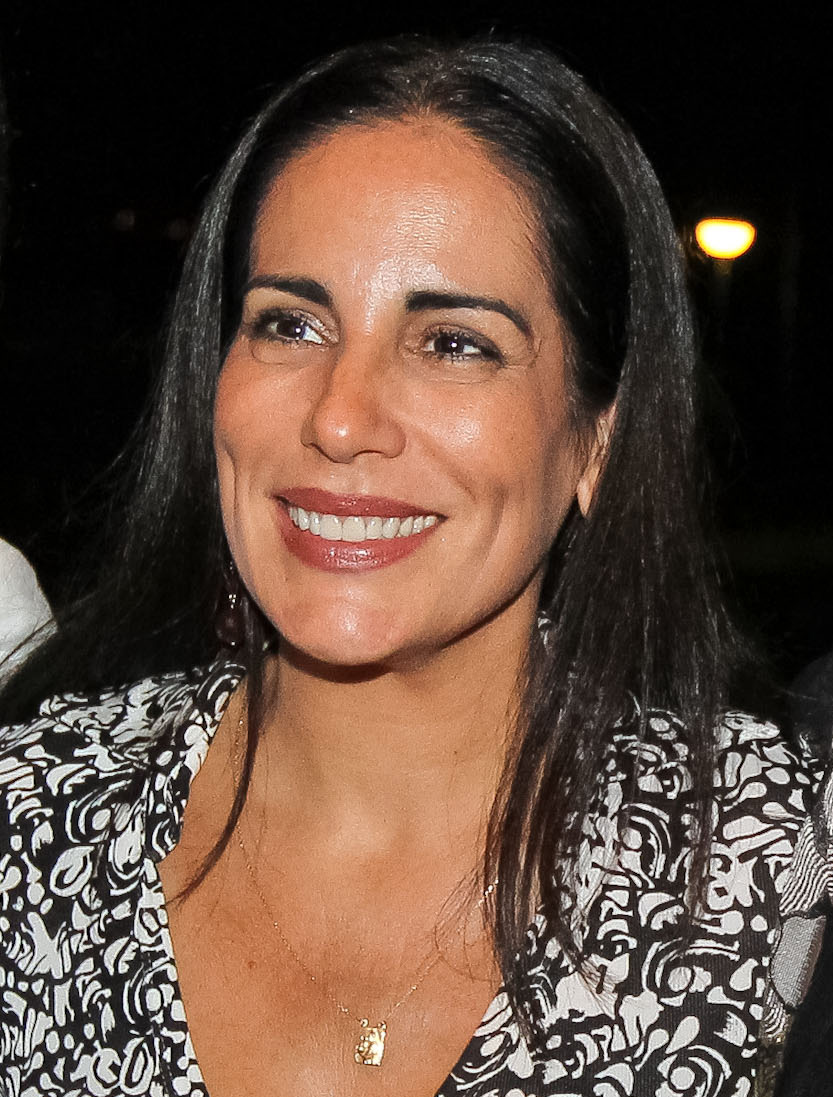
Glória Pires jako Rafaela
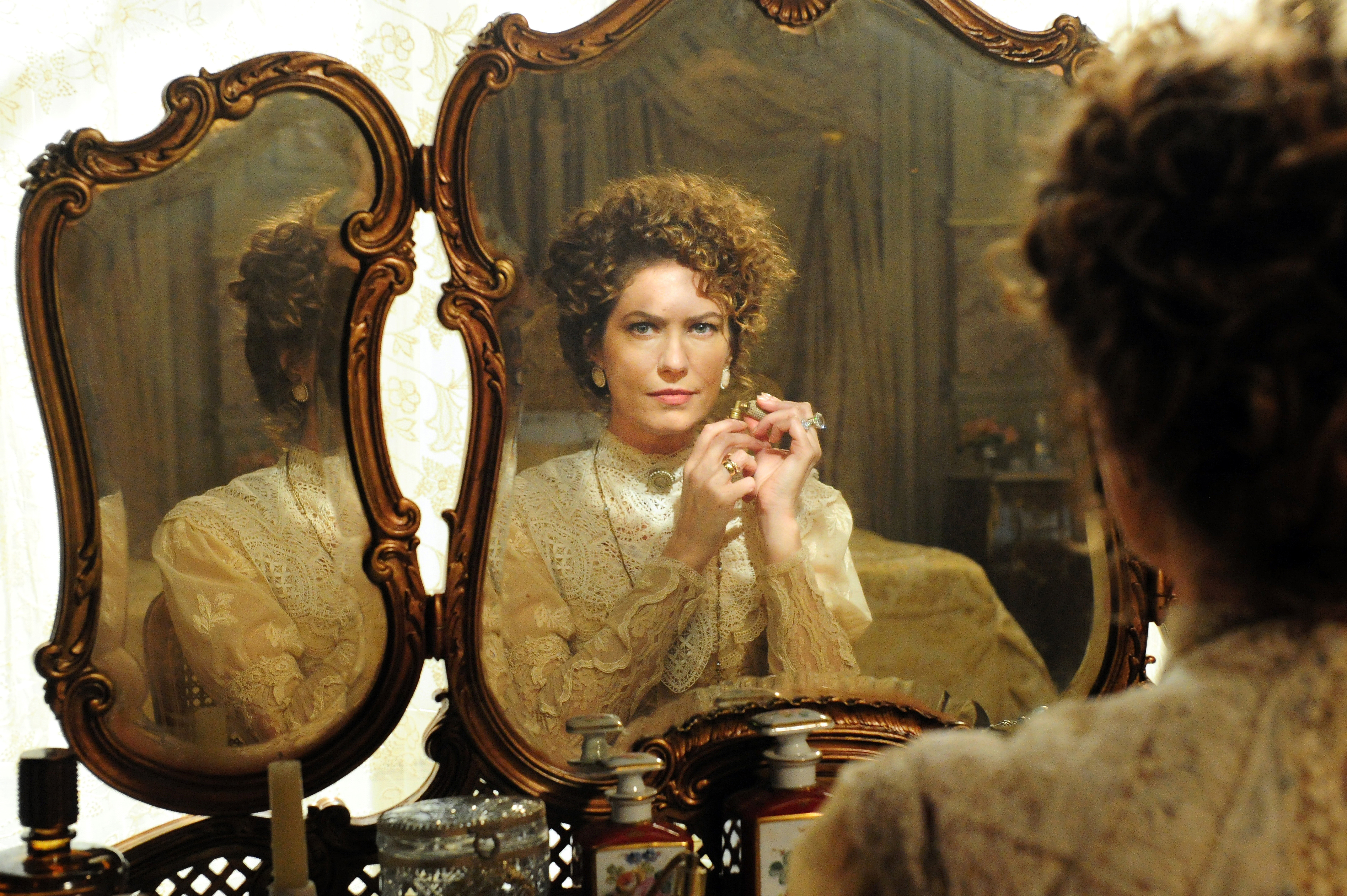
Patricia Pillar jako Luana
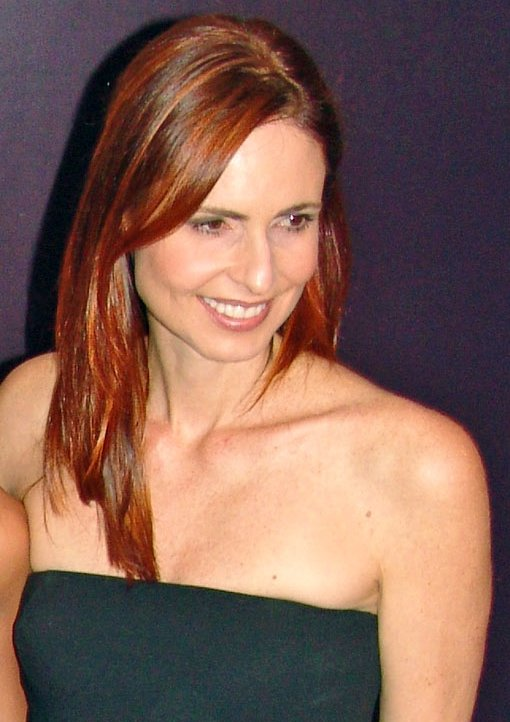
Sílvia Pfeifer jako Léia
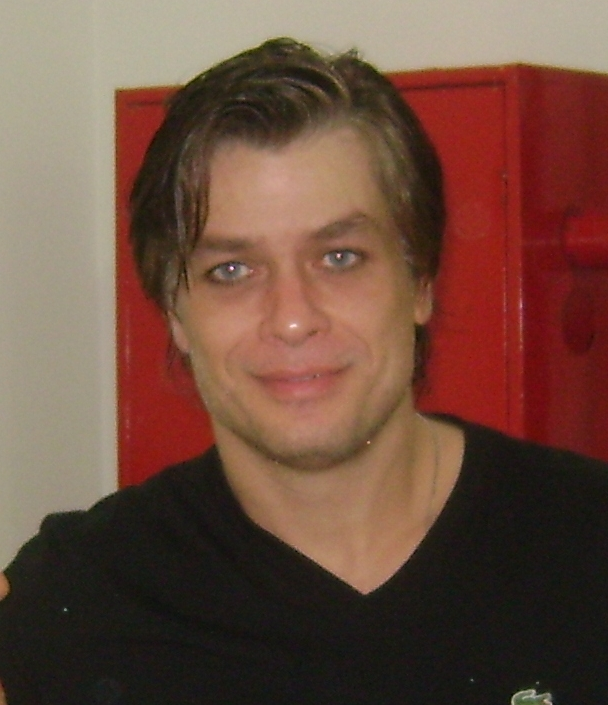
Fábio Assunção jako Marcos
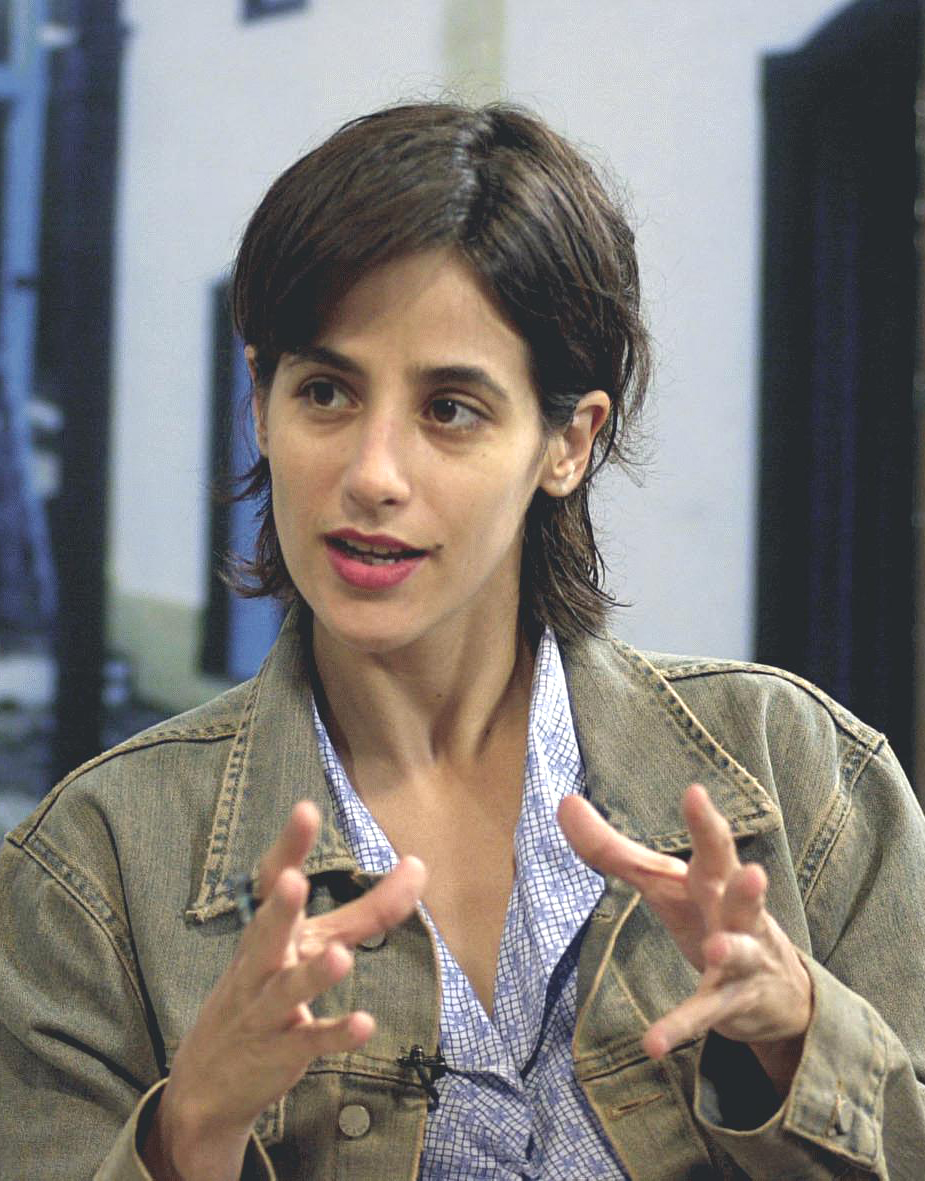
Mariana Lima jako Liliana
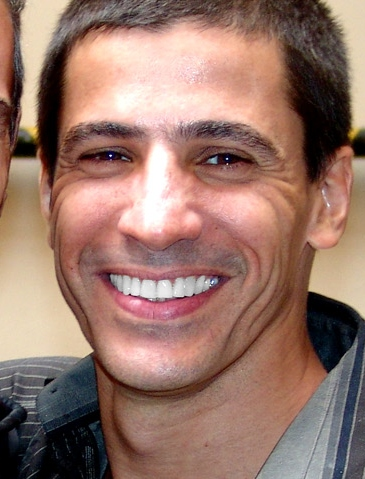
Leonardo Brício jako Henrico
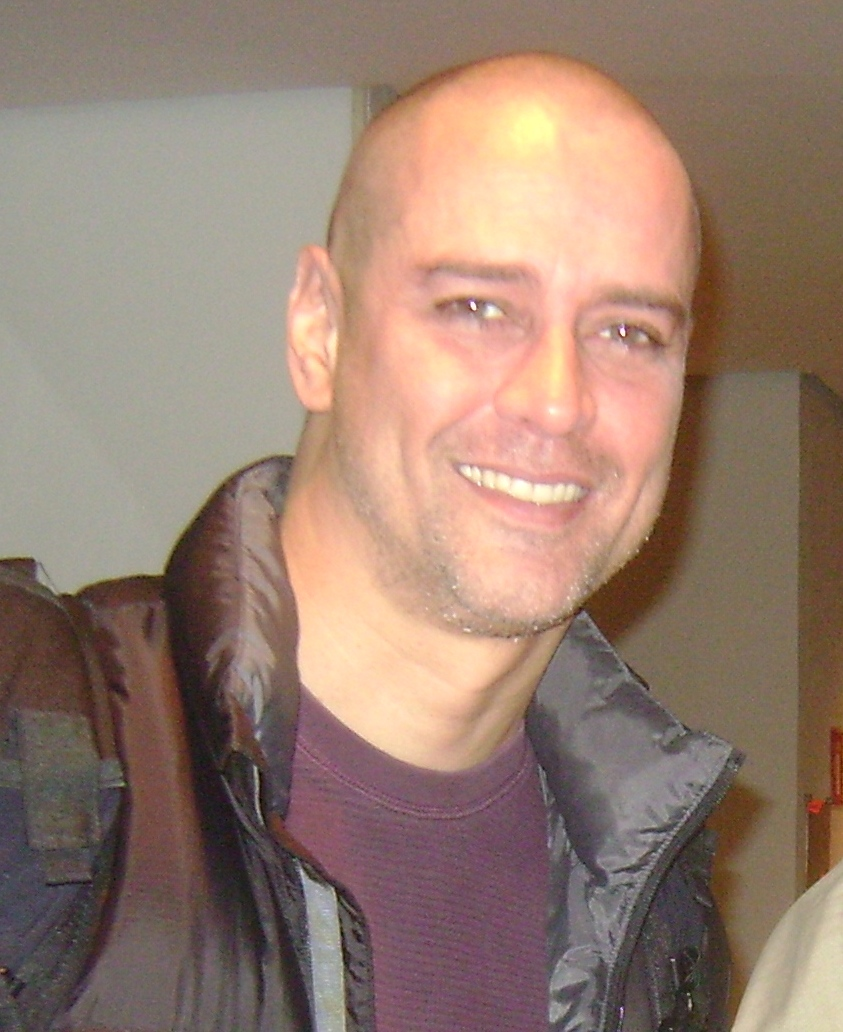
Marcello Antony jako Bruno
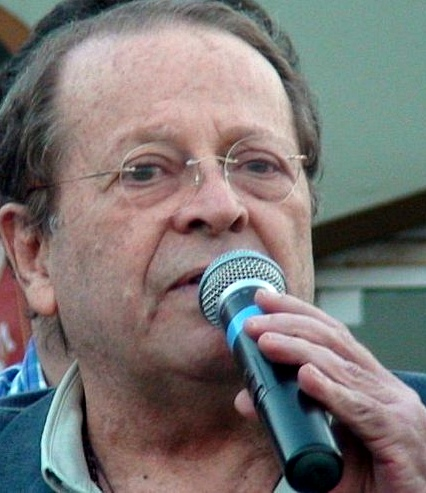
Carlos Vereza jako Senador Caxias
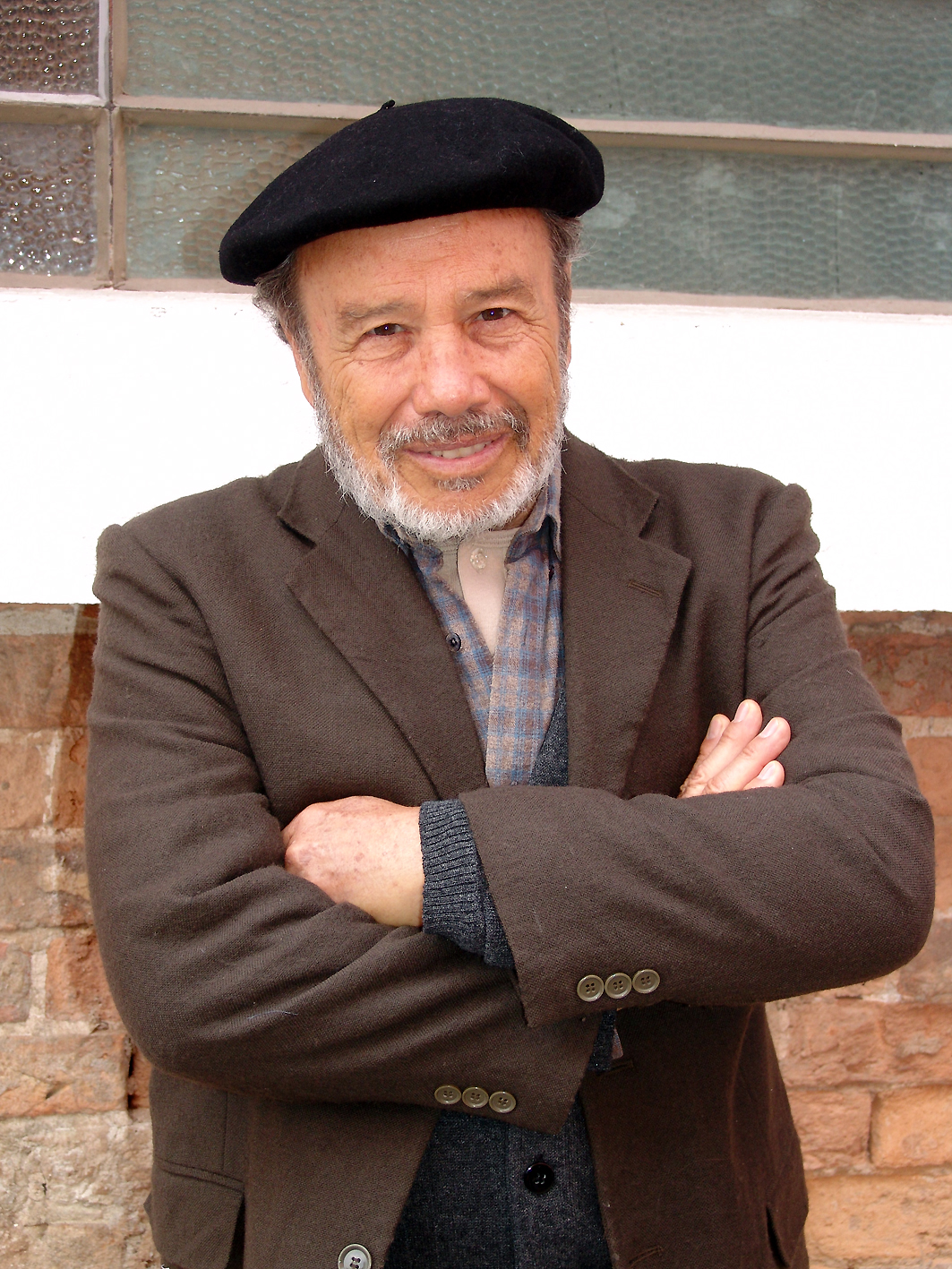
Stênio Garcia jako Zé do Araguaia
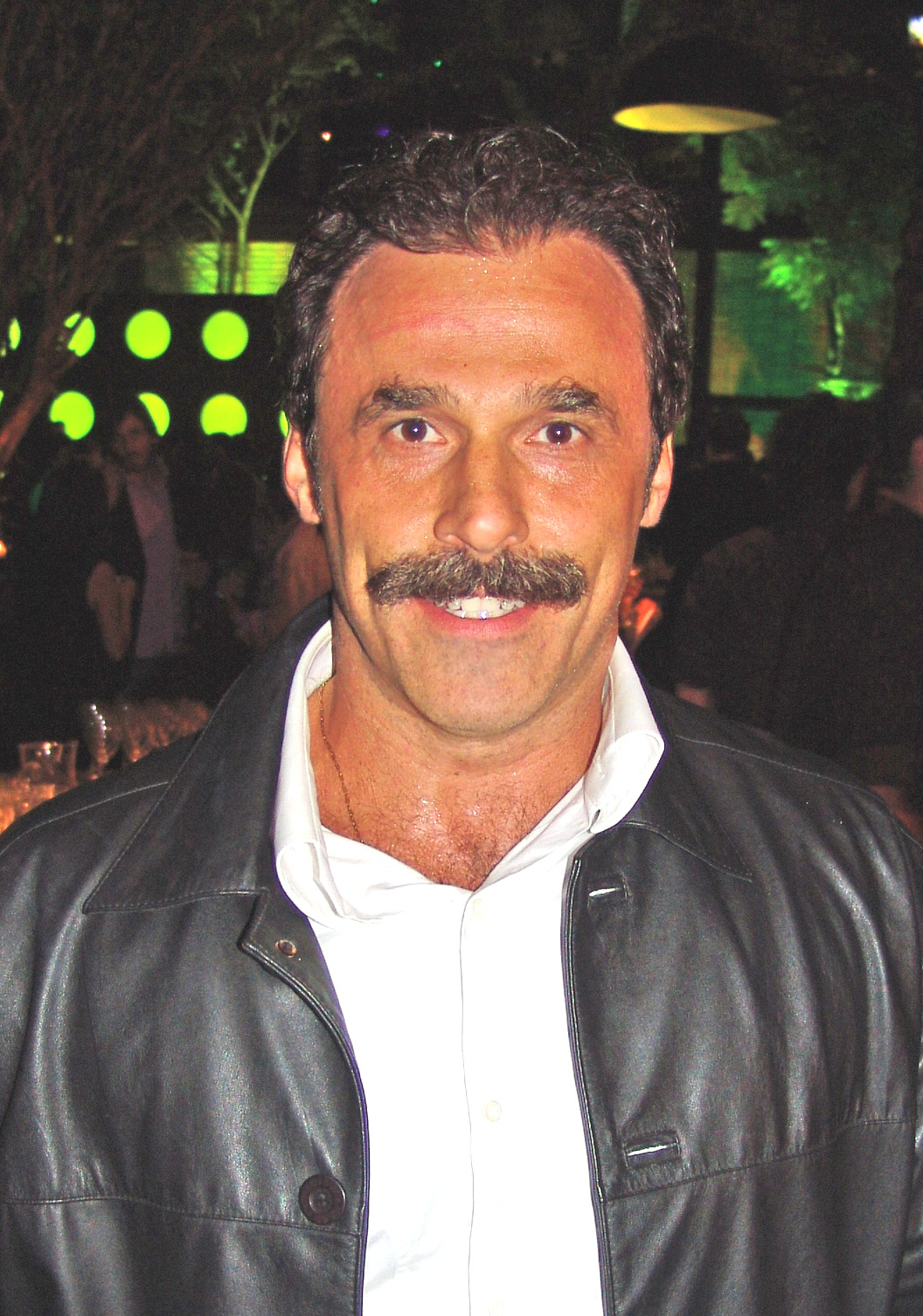
Oscar Magrini jako Ralf
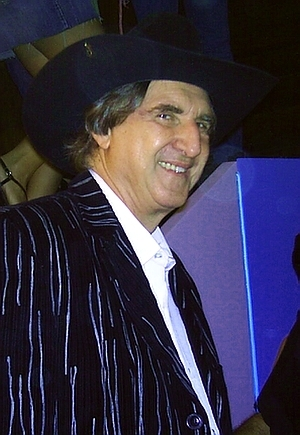
Sérgio Reis jako Zé Bento
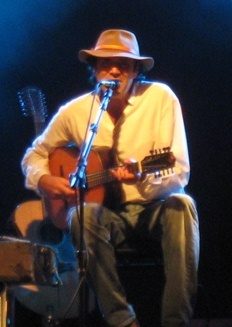
Almir Sater jako Aparício
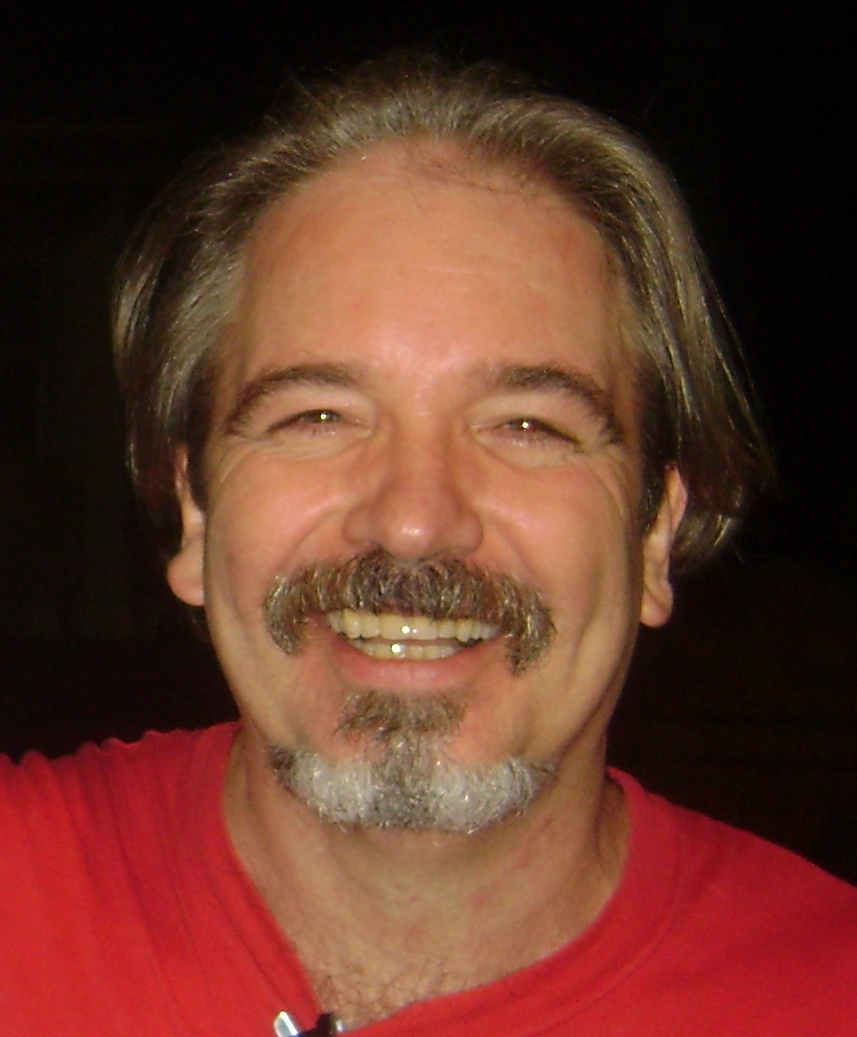
Jairo Mattos jako Fausto
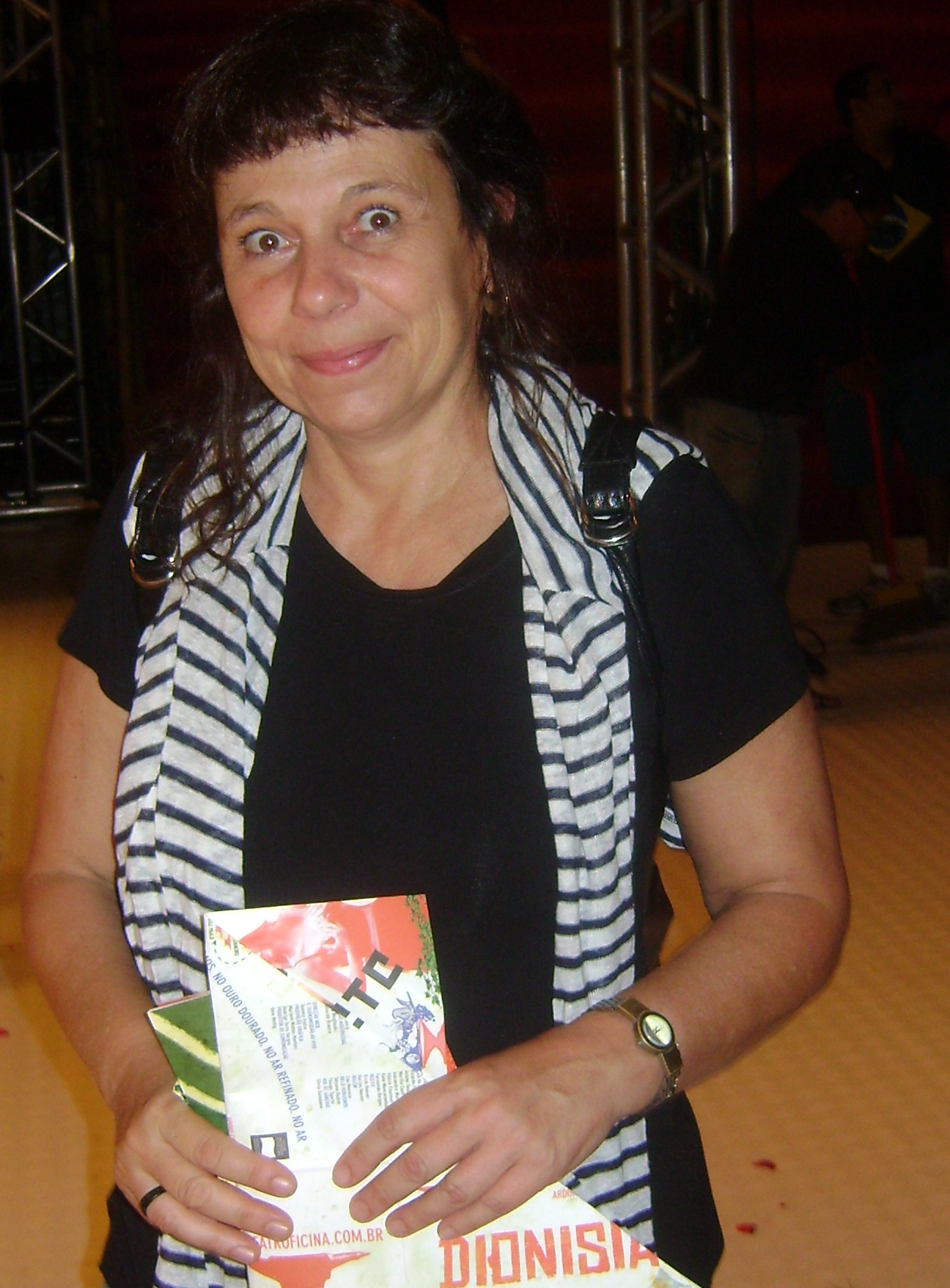
Iara Jamra jako Lurdinha
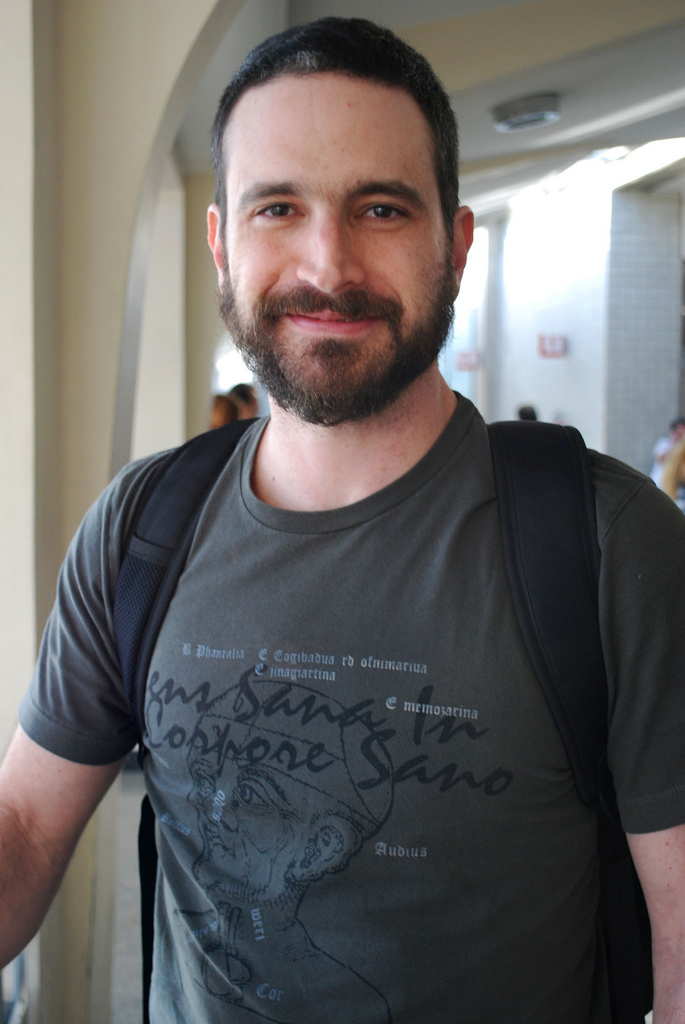
Caco Ciocler jako Geremias (1ª Fase)
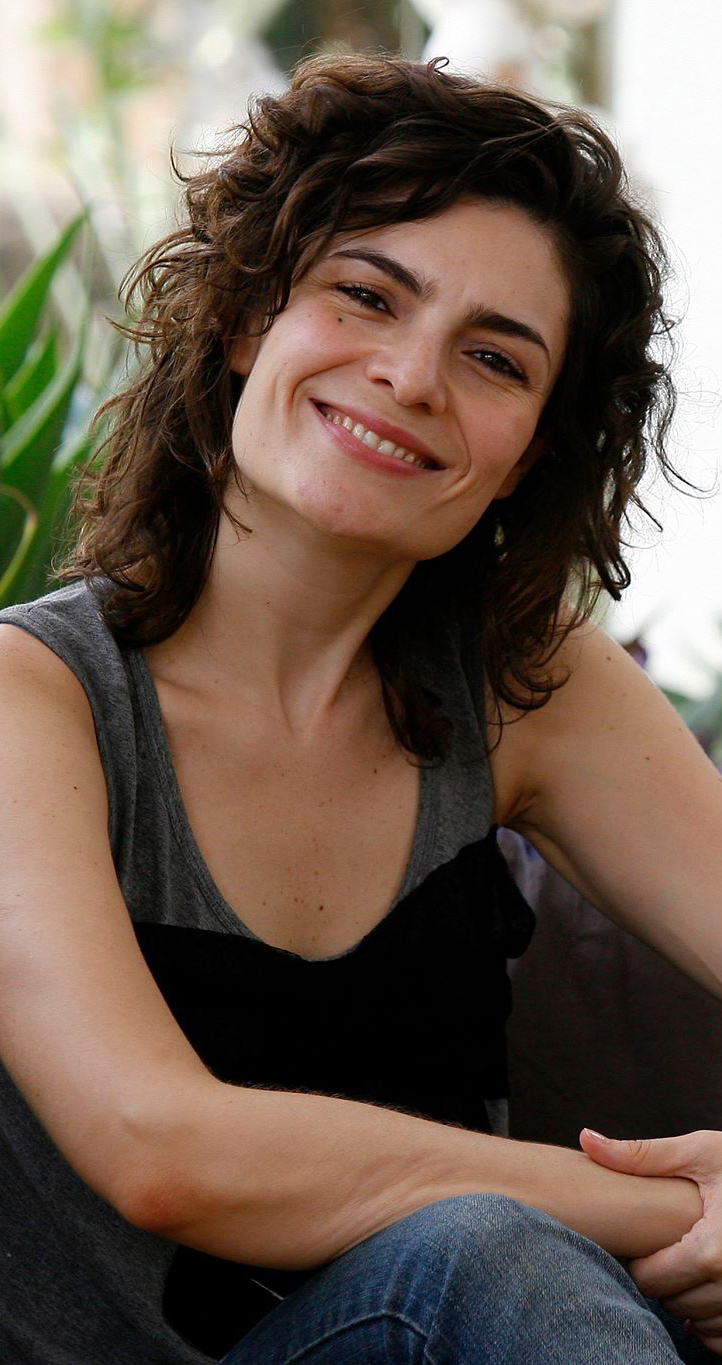
Arieta Corrêa jako Chiquita
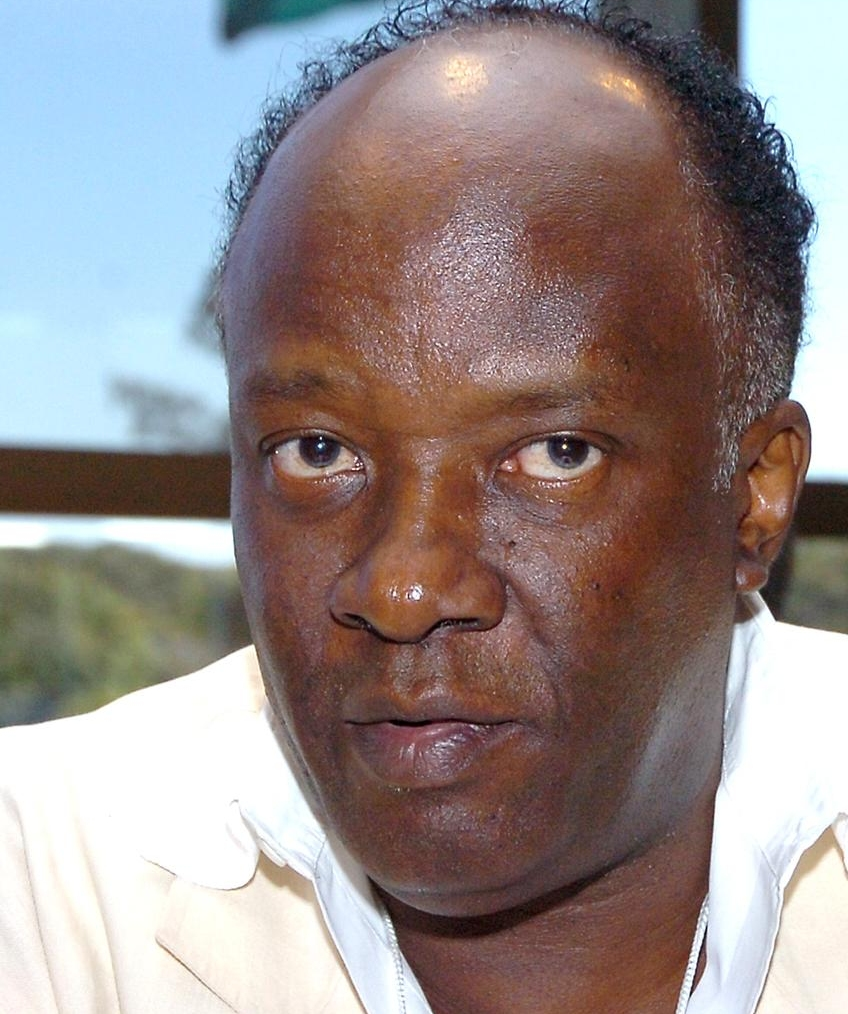
Antônio Pompêo jako Dominguinhos
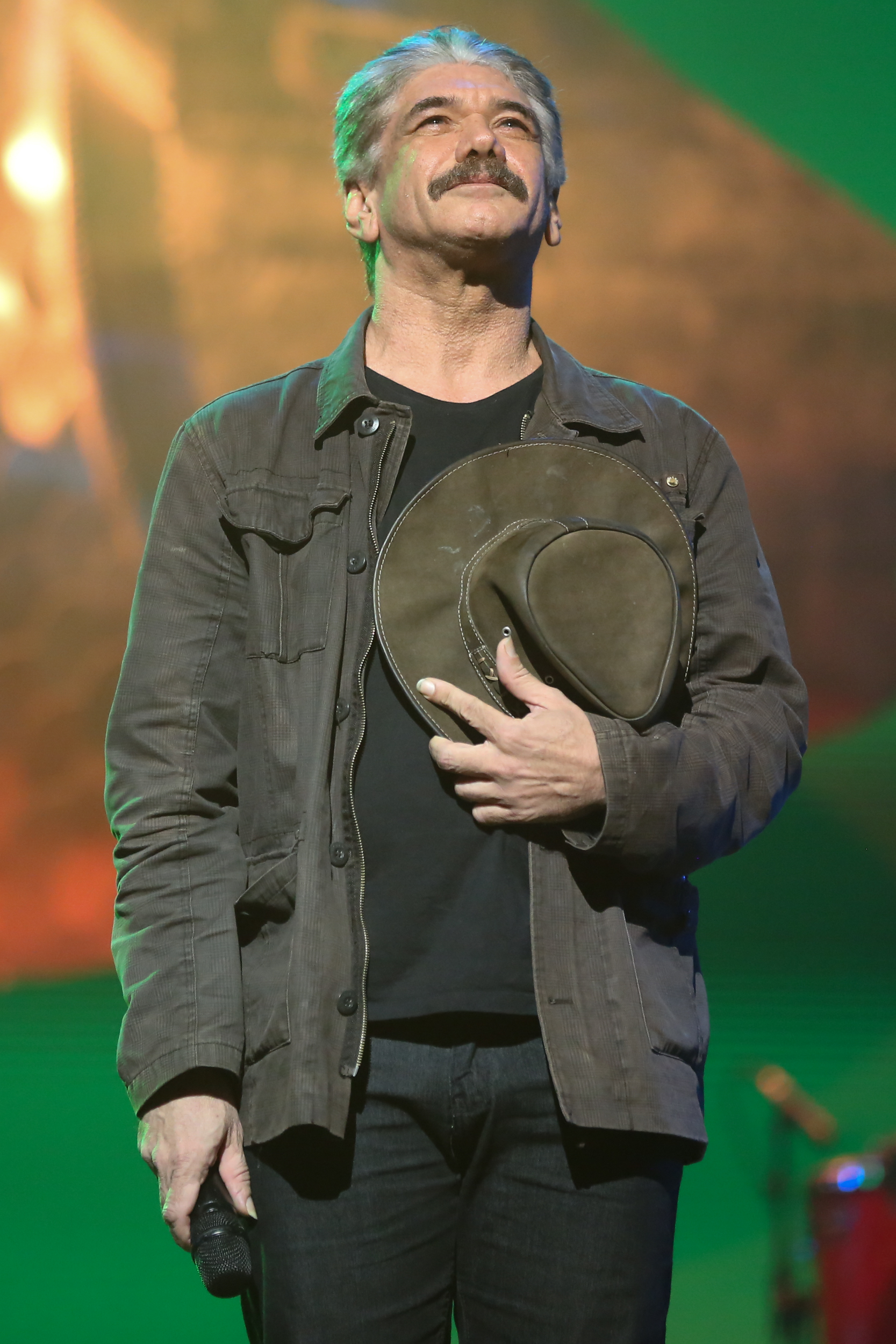
Jackson Antunes jako Regino
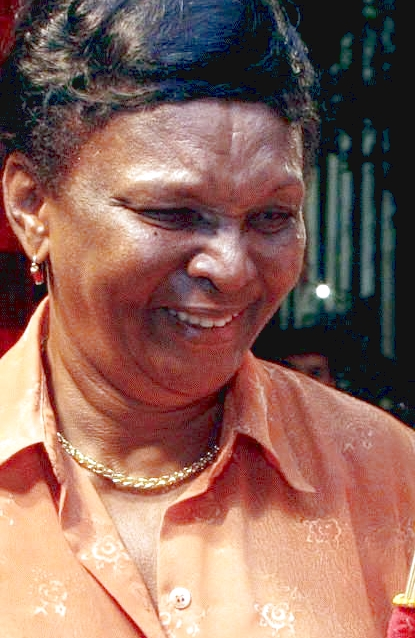
Chica Xavier jako Madre que cuida de Luana
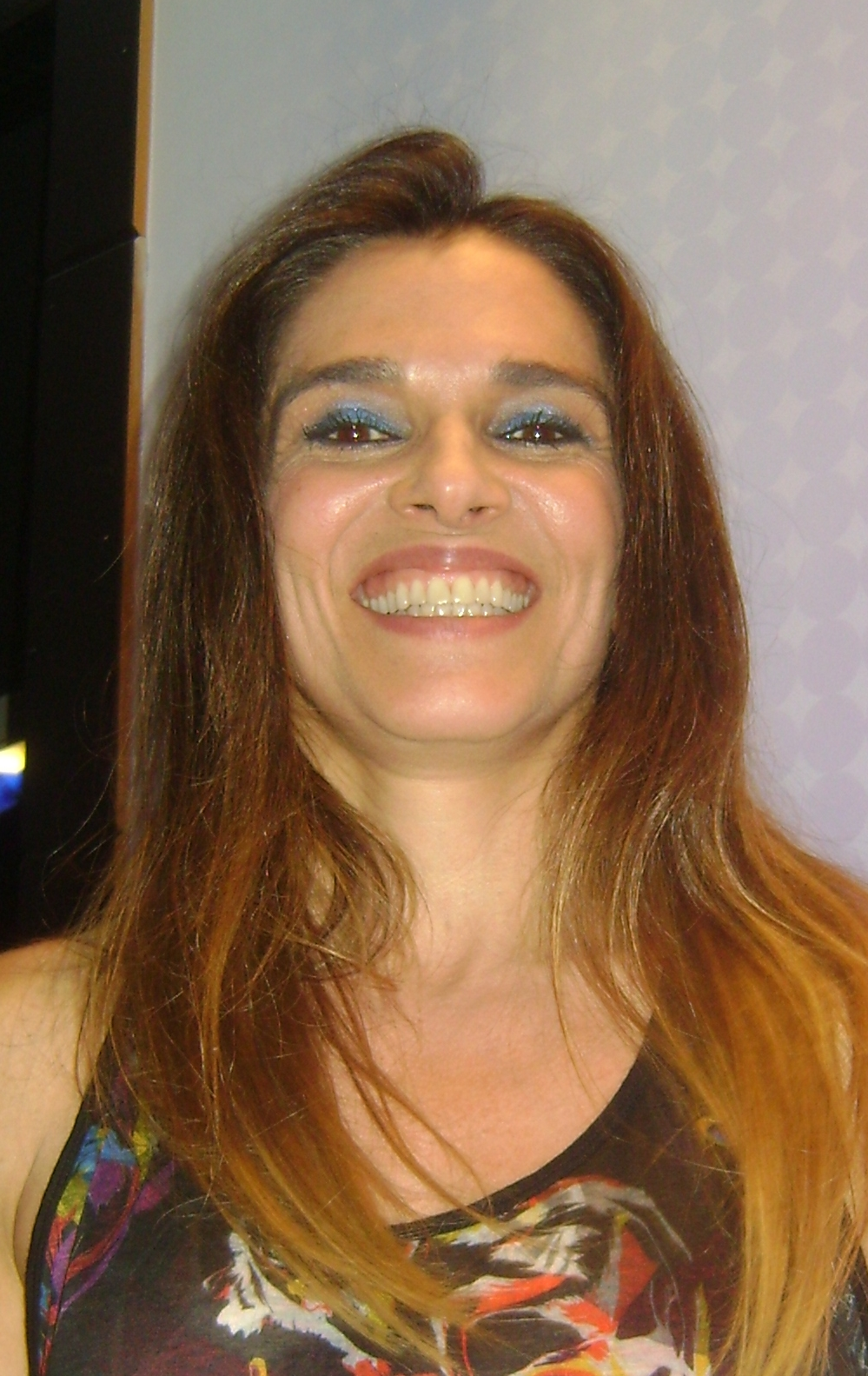
Mara Carvalho jako Bia